# Aphonomorphus stipatus
Aphonomorphus stipatus är en insektsart som beskrevs av Lucien Chopard 1956. Aphonomorphus stipatus ingår i släktet Aphonomorphus och familjen syrsor. Inga underarter finns listade i Catalogue of Life.